# Berliner Motorwagen-Fabrik
Die Berliner Motorwagen-Fabrik (BMF) war ein von 1901 bis 1906 bestehendes deutsches Unternehmen in der Rechtsform einer GmbH mit Sitz in Berlin, das Nutzfahrzeuge herstellte. Es entstand 1901 aus der Berliner Motorwagen-Fabrik Gottschalk & Co. KG, ging 1906 auf die Oryx Motorwerke AG über, die ihrerseits 1908 bzw. 1911 von der Dürkopp-Werke AG übernommen wurde.

## Berliner Motorwagen-Fabrik (1898–1906)
Das meist kurz als Berliner Motorwagen-Fabrik bzw. BMF bezeichnete Unternehmen entstand 1901 aus der Berliner Motorwagen-Fabrik Gottschalk & Co. KG. Produziert wurde in einem Werk in Berlin-Tempelhof, An der Ringbhahn, das die Rechtsvorgängerin 1900 von Orenstein & Koppel gepachtet hatte, und ab 1904 in einem Werk in Berlin-Reinickendorf-Ost, Verlängerte Koloniestraße 1–2. Im Unternehmen waren bedeutende Konstrukteure wie Kurt Bendix und Willy Seck beschäftigt sowie später Georg Lehmann, Ernst Valentin und Léon Palous. Das Werksgelände in Berlin-Tempelhof wurde ab 1904 nach und nach aufgegeben. Bereits Ende 1905 war der gesamte Fabrikbetrieb von Tempelhof nach Reinickendorf verlegt.
1901 brachte die BMF einen ersten Lastkraftwagen (Lkw) auf den Markt. Dieser Typ L 50 hatte einen Zweizylindermotor mit 10 PS, der wahlweise mit Benzin oder mit Ethanol (umgangssprachlich Spiritus) betrieben werden und bis zu 20 km/h schnell fahren konnte. Der auf 2,5 t Nutzlast ausgelegte Lkw hatte eine Kupferkonus-Kupplung, ein Differentialgetriebe und eine Kardanwelle, die über zwei Schubstreben abgestützt wurde. Dieser Typ wurde auch als Omnibus angeboten.

## Oryx Motorwerke AG (1906–1911)

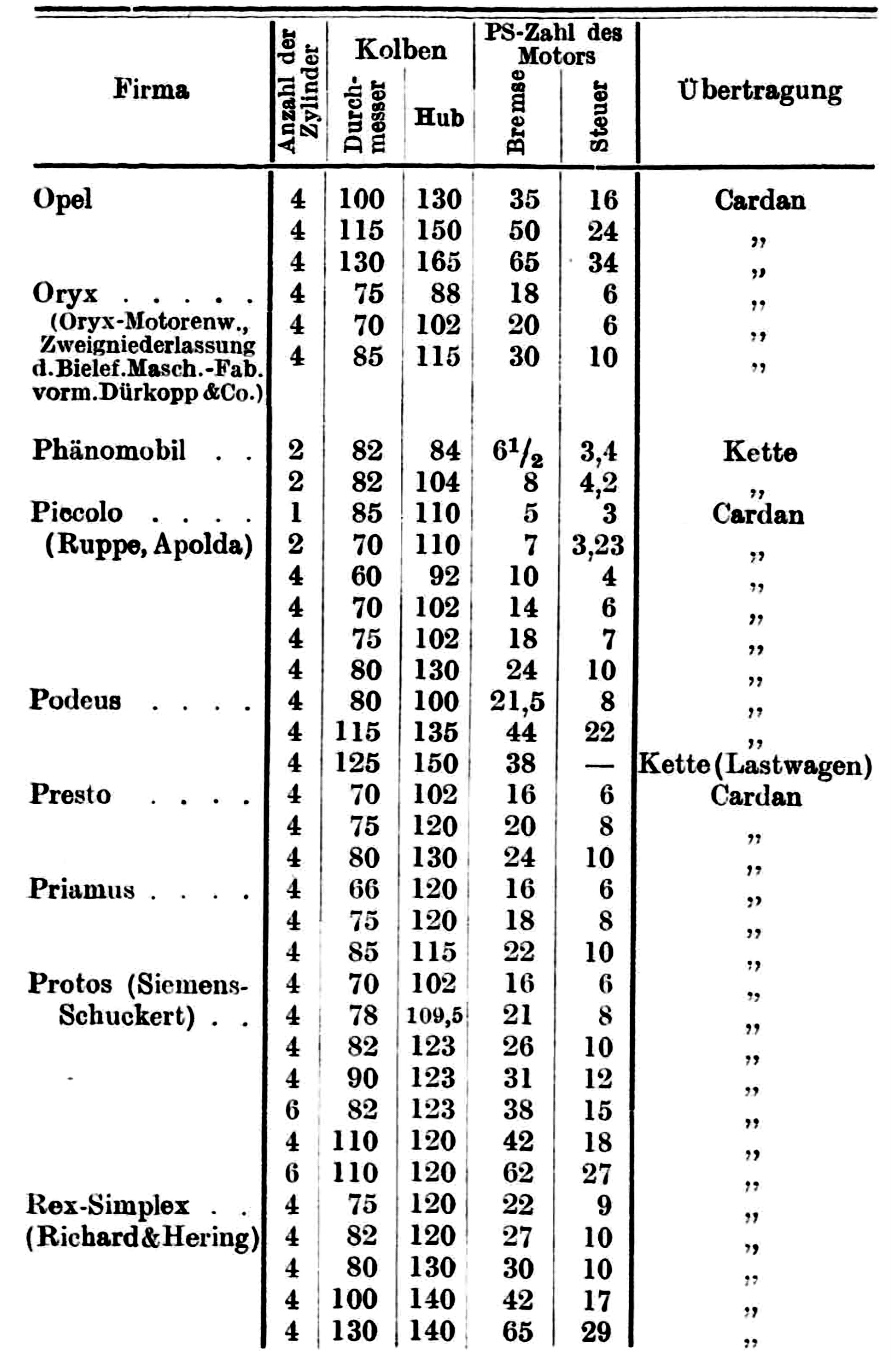
Modellübersicht 1910

1906 wurde die BMF unter der Firma Oryx Motorwerke AG in eine Aktiengesellschaft umgewandelt. Diese bot unter der neu eingetragenen Wortmarke Oryx zwei Lkw-Frontlenker-Typen mit 2,5 t bzw. 5 t Nutzlast und einer Höchstgeschwindigkeit von 15 km/h an, die ebenfalls auch als Omnibusse lieferbar waren. Der Motor war unter der Fahrersitzbank eingebaut. Durch den niedrigen Fahrzeugrahmen waren die Lkw-Typen mit den Namen BMF und Tempelhof vor allem bei den „Bierkutschern“ sehr beliebt. Später erhielten die größeren Lkw den Namen Eryx, die zusätzlich gebauten Personenkraftwagen (Pkw) den Namen Oryx und die „Kraftdroschken“ (Taxis) den Namen Berolina. Darüber hinaus baute die BMF selbst entwickelte Lieferwagen und elektrisch angetriebene Lkw-Typen. Von 1905 bis 1906 wurden auch Automobile unter der Bezeichnung Tempelhof angeboten.

## Tochter bzw. Zweigwerk der Dürkopp-Werke AG (1911–1929)
Das Werk in Berlin-Reinickendorf wurde 1908 von den Dürkopp-Werken AG gepachtet, die 1911 das Unternehmen durch Kauf übernahmen und das Werk modernisierten. Nun findet sich die Firmierung Oryx Motorenwerk, Zweigniederlassung der Dürkoppwerke AG bzw. Oryx Motorenwerke, Zweigniederlassung der Dürkoppwerke A.G. 1913 wurde unter der Marke Oryx ein neuer Lkw-Typ mit 2 t Nutzlast gebaut. Im folgenden Jahr kam ein Lkw-Modell mit einer Leistung von 30 PS und einer Nutzlast von 2,5 t heraus, das dem Regel-3-Tonner der deutschen Reichswehr entsprach und im Ersten Weltkrieg für diese in großen Stückzahlen hergestellt wurde.
Nach dem Krieg wurde 1920 der Lkw-Bau aufgegeben. Bis zum Verkauf des Werks an die in London ansässige Schallplattengesellschaft Crystalate Gramophone Record Manufacturing Co. Ltd. im Jahr 1929 wurden nur noch Omnibusse unter dem Namen Dürkopp hergestellt.
Ein Oryx-Pkw von 1913 ist erhalten geblieben.